# Dymitr II (król Gruzji)

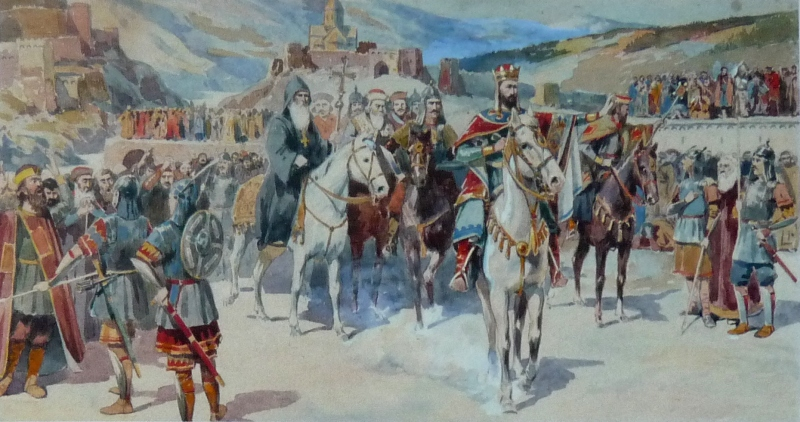
Król Dymitr opuszcza Gruzję i udaje się na dwór Argun-chana. Ilustracja Henryka Hryniewskiego do poświęconego Dymitrowi dzieła Ilii Czawczawadzego

Dymitr II Ofiarny (gruz. დემეტრე II თავდადებული, ur. ok. 1259, zm. 12 marca 1289) – król Gruzji z dynastii Bagratydów, rządzący Gruzją w latach 1270–1289. Święty prawosławny.

## Życiorys
Był synem króla Gruzji wschodniej Dawida VII i jego małżonki królowej Gwancy. W 1260 r. jego ojciec odmówił wsparcia kolejnej wyprawy wojennej Mongołów i przyłączył się do antymongolskiego powstania wszczętego przez władcę Gruzji zachodniej Dawida VI, które zakończyło się całkowitą klęską i zostało krwawo stłumione. W 1262 r. podczas pacyfikacji zamordowana została królowa Gwanca, zaś w 1270 r. zmarł Dawid VII. Dymitr II wstąpił na tron w wieku zaledwie jedenastu lat, jego sukcesję potwierdził Abaka-chan, wyznaczając równocześnie na regenta Sanduna Mankanberdela, który przejął faktyczne rządy w Gruzji. Zgodnie z zobowiązaniami podjętymi przez królową Rusudan, nakazującymi Gruzinom wspieranie Mongołów podczas wszystkich prowadzonych przez nich wypraw wojennych, Dymitr II w latach 1276–1281 brał udział w kampaniach wojennych Mongołów na Bliskim Wschodzie, odznaczając się zwłaszcza w 1281 r. w bitwie pod Hims. Jego nieobecność w Gruzji sprawiła, że władze centralne coraz bardziej traciły kontrolę nad sytuacją w kraju, upadała gospodarka, zwłaszcza rolnictwo. Mongołowie nadal grabili wschodnią część kraju. W 1281 r. zmarł Sadun Mankanberdel i Dymitr II zaczął faktyczne rządy w kraju. 
Lata po powrocie Dymitra II do kraju był okresem krótkiego odrodzenia gospodarczego wschodniej Gruzji, pozostającej pod mieszaną administracją gruzińsko-mongolską. Dymitr II przywrócił również dawne przywileje Gruzińskiego Kościoła Prawosławnego. Był również popularny wśród poddanych; wielokrotnie nocami opuszczał pałac, by rozdawać ubogim jałmużnę. 
Dymitr II przez pewien czas z powodzeniem brał udział w intrygach rozgrywających się na dworze Ilchanidów. W walkach o władzę w państwie mongolskim popierał Tokudara, a po jego zamordowaniu związał się z wpływowym wezyrem Bugą. W 1288 r. władca Mongołów Argun-chan odkrył wymierzony w siebie spisek, w którym brał udział Buga. Wezyr został stracony razem z całą rodziną. Dymitr, który sam nie był związany ze spiskowcami, został wezwany na dwór władcy. Przewidywał, że również zostanie skazany na śmierć i stracony, wiedział jednak również, że jeśli nie stawi się na dworze Ilchanidów, narazi Gruzję na krwawe represje. Przed odjazdem publicznie oznajmił, że jest gotów ponieść śmierć dla dobra poddanych. Został ścięty 12 marca 1289 r. w Mowakanie. Jego ciało w tajemnicy przywieziono do Gruzji i pochowano w katedrze Sweti Cchoweli. 
Dymitr II został kanonizowany przez Gruziński Kościół Prawosławny. Nosi przydomek Ofiarny.

## Rodzina
Dymitr II ożenił się pierwszy raz z córką cesarza Trapezuntu Manuela I Wielkiego Komnena, z którą miał czterech synów i córkę. Niezależnie od tego małżeństwa żył bez ślubu z Solgar, córką mongolskiego emira Bugi, z którą miał syna i dwie córki. W 1280 r. zawarł drugie małżeństwo z Natelą, córką atabaga Samcche. Gruziński Kościół Prawosławny bezskutecznie protestował przeciwko jawnemu łamaniu prawa kanonicznego przez władcę; w 1280 r. katolikos-patriarcha Mikołaj II zrezygnował w proteście przeciwko takiemu postępowaniu.